# Murfatlar
Murfatlar (1980–2007 Basarabi) – miasto w Rumunii, w okręgu Konstanca. Liczy 11 tys. mieszkańców (2006). Murfatlar jest słynnym winiarskim rejonem z ponadtysiącletnią tradycją. Miejsce urodzenia Traiana Băsescu, prezydenta Rumunii.

## Zabytki
- kompleks grot Basarabi – odkryty w 1957 podczas eksploatacji złóż kredy kompleks katakumb, galerii, mieszkań, grobów i sześciu miniaturowych świątyń pełniących prawdopodobnie role kaplic grobowych[2]. Największa ze świątyń ma wymiary 7 na 3,5 metra, o planie bazyliki wczesnochrześcijańskiej.